# Katholische Bundesarbeitsgemeinschaft Freiwilligendienste
Die Katholische Bundesarbeitsgemeinschaft Freiwilligendienste ist eine Plattform für die Freiwilligendienste im Bereich der katholischen Kirche in Deutschland.
Die über 60 Träger der Arbeitsgemeinschaft fördern und begleiten Freiwilligendienste unterschiedlicher Formen im In- und Ausland und damit jährlich circa 6000 junge Menschen im Freiwilligen Sozialen Jahr (FSJ) und circa 4300 Teilnehmende im Bundesfreiwilligendienst (BFD) im Inland sowie circa 800 junge Menschen bei einem Freiwilligendienst in Afrika, Lateinamerika, Europa und Asien. Hierzu bestehen langjährige Netzwerke mit Partnerorganisationen in über 50 Ländern.
Sitz der Arbeitsgemeinschaft ist in Düsseldorf.

## Träger
deutschlandweit
- Amani-Kinderdorf e.V.
- Arbol de la Esperanza e.V.
- Bund der Deutschen Katholischen Jugend (BDKJ) DV Aachen
- Bund der Deutschen Katholischen Jugend (BDKJ) DV Speyer
- Bischöfliches Hilfswerk Misereor e.V.
- Bistum Aachen, Soziale Dienste für Frieden und Versöhnung
- Bistum Augsburg, Weltfreiwilligendienst
- Bistum Essen, Abteilung Weltkirche und Mission
- Bistum Fulda
- Bistum Hildesheim, Diözesanstelle Weltkirche
- Bolivien-Brücke e.V.
- Cristo Vive Europa-Partner Lateinamerikas e.V.
- Deutsche Pfadfinder*innenschaft Sankt Georg (DPSG) über das Bundesamt St. Georg e.V.
- Deutscher Verein vom Heiligen Lande, Köln
- Don Bosco Volunteers Bonn der Salesianer Don Boscos
- eine-welt-engagement e.v.
- Erzbistum Freiburg, Fachstelle Internationale Freiwilligendienste
- Freiwilligendienst der Spiritaner
- ICE e.V. / Initiative Christen für Europa
- IN VIA Köln e.V.
- Jesuit Volunteers
- Kindermissionswerk ,Die Sternsinger' e.V.
- Kolpingwerk Deutschland gGmbH, Kolping Jugendgemeinschaftsdienste
- Kongregation der Franziskanerinnen von Salzkotten
- Leben und Lernen in Solidarität und Gemeinschaft e.V. – Pallottinischer Freiwilligendienst der Pallottiner
- MaZ-Programm der Pallottinerinnen
- Missionsschwestern vom Heiligsten Herzen Jesu von Hiltrup
- Missionszentrale der Franziskaner e.V.
- PanamaKreis e.V.
- Pax Christi
- Steyler Missionare e.V. Freiwilligendienste (MaZ)
- Steyler Missionsschwestern e.V.
- Weltfreiwilligendienst des Jugendamts des Erzbistum Bamberg

regional
- Deutsche Provinz der Salesianer Don Boscos (Baden-Württemberg; Bayern)
- Weltkirchliche Friedensdienste BDKJ Rottenburg-Stuttgart (Baden-Württemberg)
- Bistum Münster (Nordrhein-Westfalen)
- Bistum Osnabrück (Nordrhein-Westfalen)
- Bistum Mainz, Referat Freiwilligendienste im BDKJ und BJA Mainz (Rheinland-Pfalz)
- Erzbistum Hamburg (Hamburg, Mecklenburg-Vorpommern und Schleswig-Holstein)
- SoFiA e.V. (Rheinland-Pfalz)
- Fachstelle Freiwilligendienste im Bistum Limburg (Hessen)
- Bund der Deutschen Katholischen Jugend (BDKJ) DV Würzburg (Bayern)
- MaZ-Programm der Pallottinerinnen (Bayern)